# Nordiska museet
Nordiska museet er et kulturhistorisk museum, der ligger på øen Djurgården i Stockholm. I museets arbejde indgår levendegørelse af liv og arbejde i Sverige fra 1500-tallet og frem til i dag.
Det blev grundlagt af Artur Hazelius i 1872, som også grundlagde Stiftelsen Skansen. Til at begynde med lå museet på Drottninggatan 71 i Stockholm, under navnet Skandinavisk-Etnografiska samlingen. Museet fik navnet Nordiska museet i 1880, og samtidig blev museet en selvejende institution.
Den nuværende bygning blev indviet i 1907. Den er tænkt som et nordisk renæssanceslot, og formsproget afslører at arkitekten Isak Gustaf Clason har ladet sig inspirere af nordeuropæisk (dansk) 1600-tallsrenæssance. Den store, gennemgående hal er over 125 meter lang, med en taghøjde på 24 meter. I hallen mødes man af kong Gustav Vasa i storformat. Statuen er fremstillet af Carl Milles og stod færdig i 1925. Den er lavet i eg, malet og forgyldt. I panden findes det en bid af et egetræ som Gustav Vasa selv skal have plantet. 